# Pram (flod)
Pram er en biflod til Inn i den østrigske delstat Oberösterreich. Floden udspringer syd for Haag am Hausrück og udmunder i Inn ved Schärding. Den har en længde på 56 km og et afvandingsareal på omkring 384 km². Efter kilden flyder den i nordlig retning og passerer blandt andet kommunerne Pram, Riedau, Zell an der Pram, Taiskirchen, Andorf og Taufkirchen an der Pram.
Store dele af floden er i de seneste årtier blevet reguleret på grund af højvanderisiko. Det har medført at gennemstrømningshastigheden er steget, og at vandmængden er blevet mindre. Kun i enkelte afsnit udenfor beboede områder kan floden fortsat bevæge sig naturligt og danner meander.
Fiskebestanden består primært af gedde, karper, aborre, sandart, ål, bækørred, regnbueørred, stalling og flere andre.
- Wikimedia Commons har flere filer relateret til Pram

48°28′04″N 13°26′01″Ø / 48.4677°N 13.4337°Ø